# خانه محمدحسن ذاکری
خانه محمد حسن ذاکری مربوط به دوره پهلوی اول است و در شیراز، خیابان قاآنی کهنه، کوچه ۱۲ پلاک ۲۳۷ واقع شده و این اثر در تاریخ ۸ مرداد ۱۳۸۱ با شمارهٔ ثبت ۶۰۷۳ به‌عنوان یکی از آثار ملی ایران به ثبت رسیده است.